# Riss (disegnatore)
Riss, pseudonimo di Laurent Sourisseau (Melun, 20 settembre 1966), è un fumettista e disegnatore francese, direttore del noto giornale satirico Charlie Hebdo a partire dal 2015.

## Biografia

### Infanzia e carriera

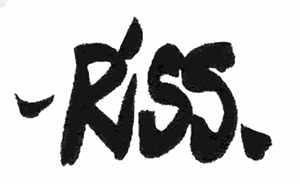
Firma di Riss.

Laurent Sourisseau nasce a Melun, nella regione dell'Île-de-France. Il padre era impiegato presso le pompe funebri mentre la madre era casalinga. Dopo aver operato nel servizio militare si laurea in giurisprudenza per poi lavorare alla SNCF, in una stazione di riferimento nella periferia di Parigi per il supporto finanziario. Appassionato di disegno fin da piccolo e autodidatta, si dedica a tale professione inviando per posta alcuni disegni satirici alla redazione de La Grosse Bertha. Gli impiegati, che allora erano i noti vignettisti Cabu, Wolinski e Gébé, apprezzarono i suoi lavori e decisero di assumerlo.
Nel 1992, insieme ai vignettisti de La Grosse Bertha, si unisce alla redazione di Charlie Hebdo, di cui diventa co-direttore nel 2009 insieme al suo direttore Charb.

### Attentato alla sede di Charlie Hebdo
La mattina del 7 gennaio 2015 Riss rimase ferito in un attentato terroristico mentre si trovava in riunione alla sede di Charlie Hebdo quando due uomini incappucciati e armati fecero fuoco uccidendo sul colpo 9 persone. Riss venne ferito alla spalla destra. Dopo essersi ripreso, diventa direttore del giornale prendendo il posto di Charb, rimasto ucciso nell'attentato.

## Opere
- Les Grands Procès par Charlie Hebdo: le procès Papon, 1998.
- Mémé femme pratique, Le Cherche midi, 1999.
- Le Tour de France du crime, 2000.
- La Face kärchée de Sarkozy, scritto con Richard Malka e Philippe Cohen, Arthème Fayard, 2006.
- La Face kärchée de Sarkozy, la suite : Sarko 1er, 2007.
- Présidentielle 2007: carnet de campagne de Charlie Hebdo, scritto da Anne-Sophie Mercier, 2007.
- J'aime pas l'école, Hoëbeke, 2007.
- Le Rêve américain expliqué aux mécréants, Albin Michel, 2007.
- Rien à branler, 2008.
- Carla et Carlito ou La vie de château, scritto con Richard Malka e Philippe Cohen, 2008.
- Ma première croisade: Georgie Bush s'en va t-en guerre, 2008.
- Obama, what else?, scritto con Jean-Luc Hees, 2009.
- Hitler dans mon salon: photos privées d'Allemagne 1933 à 1945, 2009.
- La Véritable Histoire du Petit Jésus, prefazione di Gérard Mordillat e Jérôme Prieur, 2014.
- La Face crashée de Marine Le Pen, scritto con Richard Malka e Saïd Mahrane, 2016.
- Une minute quarante neuf-secondes, Éditions Actes Sud, 2019.

### Opere collettive
- Mozart qu'on assassine, scritto con Charb, Catherine Meurisse, Luz, Tignous e Jul, Albin Michel, 2006.
- Le Cahier de vacances de Charlie Hebdo, scritto con Catherine Meurisse, Charb e Luz, 2009.
- Les Brèves de Charlie Hebdo, 2008.
- C'est la faute à la société, 2008.